# Gerhard ten Doornkaat Koolman
Gerhard Hermann Fiepko ten Doornkaat Koolman (* 2. Juni 1916 in Hannover; † 20. Oktober 1992 in Norden) war ein deutscher Kaufmann, Unternehmer und Mehrheitsaktionär der Doornkaat AG.

## Leben
Gerhard ten Doornkaat Koolman wurde zusammen mit seinem Zwillingsbruder Jan Hinrich Wilhelm am 2. Juni 1916 in Hannover geboren. Wenige Wochen zuvor war sein Vater Gerhard ten Doornkaat Koolman am 27. April 1916 in Verdun in Frankreich gefallen. Die Mutter der beiden Zwillinge, Gertrud Elisabeth Margarethe geb. Leyn (1888–1953), musste die beiden Jungen sowie die 1913 geborene Tochter Berta Marie alleine aufziehen. Zunächst lebte die Familie eine Zeit lang bei Verwandten im ostfriesischen Norden, zog dann aber wieder nach Hannover, wo Gerhard ten Doornkaat Koolman 1936 sein Abitur ablegte. Nach der Ableistung seiner Arbeitsdienstpflicht absolvierte er zwei Jahre lang Praktika in verschiedenen Brennereibetrieben, um sich auf eine Laufbahn im Familienbetrieb in Ostfriesland vorzubereiten.
Im Herbst 1937 erhielt er jedoch die Einberufung zu einem zweijährigen Militärdienst bei der Flak in Berlin. Bei Kriegsbeginn 1939 wurde er zur Wehrmacht eingezogen und in verschiedenen Ländern eingesetzt. Kurz vor Kriegsende wurde er mit seiner Einheit aus dem lettischen Kurland nach Westdeutschland verlegt, wo er bei Kriegsende in amerikanische Gefangenschaft geriet und in Frankreich inhaftiert wurde. Im September 1945 wurde er aus der Gefangenschaft entlassen.
Im Frühjahr 1946 begann er in einer hannoverschen Lebensmittelgroßhandlung eine kaufmännische Lehre, die er im Herbst 1947 mit Auszeichnung abschloss. Parallel dazu bildete er sich an der Leibniz-Akademie in Hannover im Fachbereich Wirtschaft weiter.
Am 1. Oktober 1947 trat er als  Direktionsassistent in die Doornkaat AG in Norden ein. Sein Onkel Fiepko ten Doornkaat Koolman (1875–1952) war zu dieser Zeit zusammen mit Walter Schwöbbermeier im Vorstand der Firma tätig. 1948 übernahm Gerhard ten Doornkaat Koolman die Stelle als Betriebsleiter und war für die Einkaufsabteilung verantwortlich. 1949 wechselte sein Onkel in den Aufsichtsrat. Schwöbbermeier wurde alleiniger Vorstand und Gerhard ten Doornkaat Koolman erhielt Prokura. Nach dem Tod von Schwöbbermeier 1953 wurde Gerhard ten Doornkaat Koolman zusammen mit Heinz Klautschke zum Vorstand der Doornkaat AG bestellt.

Die Spirituosenmarke Doornkaat

Nach der Währungsreform von 1948 machte der Familienbetrieb die dynamische Wandlung zu einem der bekanntesten deutschen Unternehmen durch. Die Marke „Doornkaat“ und die damit verbundene grüne Vierkantflasche wurde zu einem Markenartikel für Spirituosen. Zum 175. Firmenjubiläum im Jahr 1981 hatte die Doornkaat AG über 700 Mitarbeiter, davon waren fast 600 in der kleinen Stadt Norden beschäftigt. Im Jubiläumsjahr erzielte man einen Umsatz von über 240 Millionen DM. Das Unternehmen war nicht nur im Bereich Kornbrennerei tätig, sondern auch in den Bereichen alkoholfreie Getränke und ostfriesischer Tee sowie im Bereich Schiffsbeteiligungen.
Anfang der 1970er, jedoch hauptsächlich in den 1980er Jahren schrumpften die Umsätze und Gewinne aufgrund des geänderten Trinkverhaltens der zunehmend gesundheitsbewussten und nun immer stärker autofahrenden Bevölkerung. Mit dem Erwerb eines Unternehmens, das Fruchtsäfte herstellte, versuchte die Doornkaat AG, sich ein weiteres Standbein aufzubauen. Dies erwies sich jedoch als ein Fehlschlag. Das Unternehmen verzeichnete starke Rückgänge beim Absatz hochprozentiger Spirituosen. Das Unternehmen bekam dieses grundsätzliche Strukturprobleme alleine nicht in den Griff. Hinzu kam die Erhöhung der Branntweinsteuer, die weitere Umsatzeinbußen nach sich zog.
1976 wurde Gerhard ten Doornkaat Koolman zum Vorsitzenden des Vorstands bestellt. Zu dieser Zeit war er bereits Mehrheitsaktionär der Doornkaat AG. Zum 31. März 1984 schied er aus dem Vorstand aus und wechselte nach einigen Monaten in das Aufsichtsgremium des Unternehmens, in dem er noch bis Ende Februar 1992 tätig war.
Aufgrund der nicht lösbaren Strukturprobleme musste die Doornkaat AG 1991 an die Firmengruppe Berentzen in Haselünne verkauft werden, wo das Produkt „Doornkaat“ weiterhin hergestellt wurde. Die Hoffnungen auf eine Wiederbelebung des Markenartikels „Doornkaat“ und der Aufrechterhaltung des Produktionsstandortes in Norden wurden jedoch enttäuscht. Der Brennereibetrieb in Norden musste geschlossen werden.
Rund ein halbes Jahr nach dem Ausscheiden aus dem Unternehmen starb er am 20. Oktober 1992 in Norden.

## Stiftung
1988 gründete Gerhard ten Doornkaat Koolman die Gerhard ten Doornkaat Koolman-Stiftung als eine gemeinnützige Stiftung privaten Rechts mit Sitz in Norden in Ostfriesland. Zunächst war die Stiftung als Familienstiftung geplant, um das Unternehmen auch nach dem Tod des Besitzers fortzuführen zu können. Die problematische Lage der Doornkaat AG Anfang der 1990er Jahre und der anschließende Verkauf des Unternehmens führte jedoch dazu, dass der Stiftungszweck geändert wurde. Der Erlös aus dem Verkauf an Berentzen floss in das Stiftungsvermögen. Die Stiftung sollte sich fortan um die Förderung gemeinnütziger Zwecke kümmern, insbesondere der Wissenschaft und Forschung, Kunst und Kultur, des Umwelt-, Landschafts- und Denkmalschutzes, des Heimatgedankens und der Rettung aus Lebensgefahr mit lokalem Schwerpunkt auf Ostfriesland.

## Ehrungen

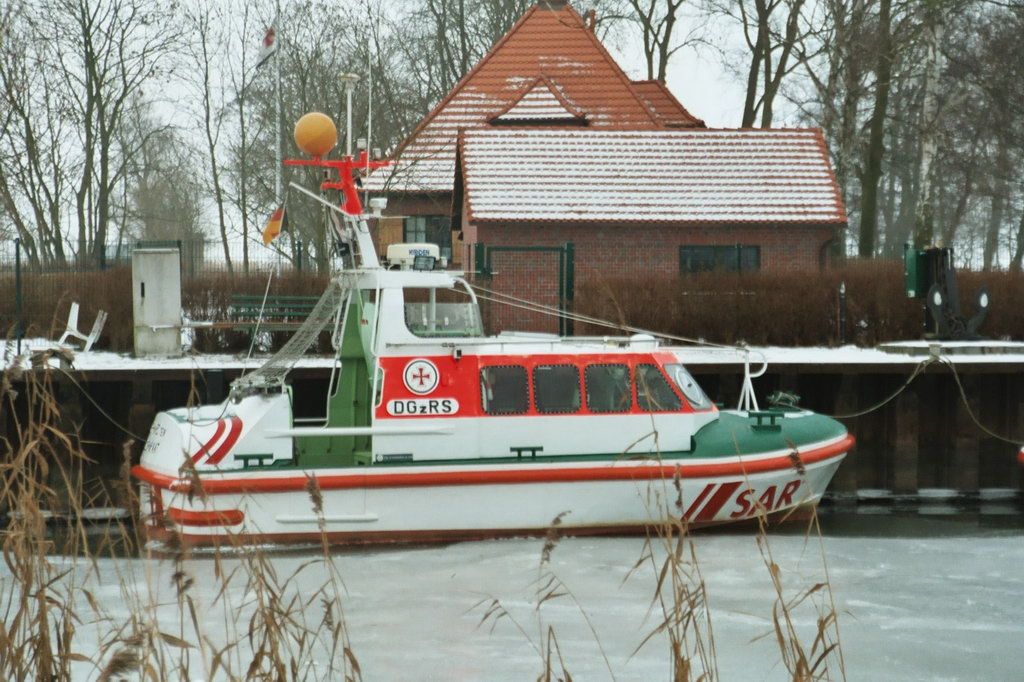
Seenotrettungsboot
Gerhard ten Doornkaat

Die Gerhard ten Doornkaat Koolman-Stiftung ermöglichte der DGzRS die Finanzierung des Baus eines 8,5-Meter-Seenotrettungsbootes. Zum Dank wurde dieses Seenotrettungsboot nach Gerhard ten Doornkaat Koolman benannt und auf den Namen GERHARD TEN DOORNKAAT getauft. Die GERHARD TEN DOORNKAAT wurde 1992 in Dienst gestellt und war bis 2023 auf der östlichsten DGzRS-Station Ueckermünde im Einsatz. Im Mai 2023 wurde die GERHARD TEN DOORNKAAT nach Fehmarn verlegt.

## Ämter
Gerhard ten Doornkaat Koolman war in folgenden Ämtern tätig:
- 1953–1984: Vertreter der Industrie im Landkreis Norden in der Vollversammlung der Industrie- und Handelskammer für Ostfriesland und Papenburg zu Emden
- ab 1958: Vizepräsident der Handelskammer
- ab 1968: Mitglied des Verwaltungsrates der Ostfriesischen Landschaftlichen Brandkasse sowie des Beirates der Bundesbahndirektion Münster
- ab 1975: Mitglied des Beirates der nunmehr für Ostfriesland zuständigen Bundesbahndirektion Hannover.